# Вас, Педро
Пе́дро Умбе́рто Вас Раме́ла (исп. Pedro Humberto Vaz Ramela; 2 декабря 1963, Роча, Уругвай — 6 декабря 2012, Сантьяго, Чили) — уругвайский дипломат, министр иностранных дел Уругвая (2009—2010).

## Биография
По окончании Университета Ла Република получил докторскую степень в области права и социальных наук. После окончания института с 1987 по 1989 гг. работал адвокатом и одновременно в 1988—1989 гг. — преподавателем французского языка в средней школе.
В 1990 г. заканчивает дипломатические курсы и становится сначала третьим секретарём в системе МИД, а затем первым секретарём посольства в Мексике. Далее следует его назначение в Совет в Постоянном представительстве при международных организациях в Женеве, где он отвечает за вопросы развития экономики и торговли. После его возвращения в Уругвай, являлся первым директором по двусторонним экономическим отношениям и одновременно заместителем генерального директора Дирекции по международным внешнеторговым и внешнеэкономическим связям.
- 2005—2008 гг. — посол Уругвая в Бразилии,
- 2008—2009 гг. — заместитель министра иностранных дел Уругвая.
- 2009—2010 гг. — министр иностранных дел Уругвая.
- с 2010 г. — посол Уругвая в Чили.